# Bitka pri Cape Henryju
Bitka pri rtu Henry je bila pomorska bitka v ameriški vojni za neodvisnost, ki se je odvila blizu ustja Chesapeake Bay 16. marca 1781 med britansko eskadriljo pod poveljstvom viceadmirala Mariota Arbuthnota in francosko eskadriljo pod poveljstvom admirala Charlesa Renéja Dominiquea Socheta, Chevalierja Destouchesa. Destouches, s sedežem v Newportu, Rhode Island, je odplul proti Chesapeakeu v okviru skupne operacije z kontinentalno armado, da bi se uprl britanski armadi brigadnega generala Benedicta Arnolda, ki je bila aktivna v Virginiji.
General George Washington je Destouchesa prosil, naj s svojo floto odpelje v Chesapeake, da bi podprl vojaške operacije proti Arnoldu, ki jih je vodil markiz de LaFayette. Destouches je 8. marca odplul,odplul, dva dni pozneje pa mu je sledil admiral Arbuthnot, ki je odplul iz vzhodnega Long Islanda. Arbuthnotova flota je prehitela Destouchesa in 16. marca dosegla Virginia Capes tik pred Destouchesom. Po večurnem manevriranju se je bitka začela in obe floti sta utrpeli nekaj škode in žrtev, ne da bi izgubili nobene ladje. Vendar je bil Arbuthnot v položaju, da vstopi v Chesapeake, ko sta se floti umaknili, kar je preprečilo Destouchesu uresničitev cilja. Destouches se je vrnil v Newport, medtem ko je Arbuthnot varoval zaliv za prihod dodatnih kopenskih čet, ki bi okrepile generala Arnolda.